# Вилхелм фон Золмс-Браунфелс
Фридрих Вилхелм Хайнрих Казимир Георг Карл Максимилиан фон Золмс-Браунфелс (на немски: Friedrich Wilhelm Heinrich Casimir Georg Carl Maximilian zu Solms-Braunfels; * 30 декември 1801, Триздорф при Ансбах/Браунфелс; † 12 декември 1868, Мьодлинг или Залцбург) е принц от род Золмс-Браунфелс и пруски генерал. Той е племенник на пруския крал Фридрих Вилхелм II.

## Биография
Той е син на пруския генерал-майор принц Фридрих Вилхелм фон Золмс-Браунфелс (1770 – 1814) и съпругата му принцеса Фридерика фон Мекленбург-Щрелиц (1778 – 1841), вдовица на принц Фридрих Лудвиг Карл фон Прусия († 1796), най-малката дъщеря на велик херцог Карл II фон Мекленбург-Щрелиц (1741 – 1816) и първата му съпруга Фридерика Каролина Луиза фон Хесен-Дармщат (1752– 1782). Майка му Фридерика се омъжва трети път на 29 май 1815 г. за братовчед си принц Ернст Август I фон Хановер (1771 – 1851) и от 1837 до 1841 г. е кралица на Хановер.
Брат е на генералите Александер Фридрих Лудвиг (1807 – 1867) и Фридрих Вилхелм Карл (1812 – 1875). Полубрат е от браковете на майка му на Фридрих Пруски (1794 – 1863) и Георг V фон Хановер (1819 – 1878).
Вилхелм започва военна кариера през декември 1812 г. в Берлин. Напуска войската през 1832 г. като майор. През 1858 г. става генерал-майор, а през 1862 г. генерал-лейтенант.

## Фамилия
Вилхелм се жени на 8 август 1831 г. във Виена за графиня Мария Анна Кински фон Вхиниц-Тетау (* 19 юни 1809, Прага; † 5 декември 1892, Пегли до Генуа), дъщеря на граф Франц де Паула Йозеф Кински фон Вхиниц-Тетау (1784 – 1823) и графиня Тереза фон Врбна-Фройдентал (1789 – 1874). Те имат девет деца:
- Фердинанд фон Золмс-Браунфелс (* 15 май 1832, Мюлхайм; † 5 януари 1872, Пау)
- Каролина Мария Фридерика фон Золмс-Браунфелс (* 13 август 1833, Вайдеринг, Тирол; † 3 май 1845)
- Ернст фон Золмс-Браунфелс (* 12 март 1835, Дюселдорф; † 7 март 1880, Браунфелс), 5. княз на Золмс-Браунфелс
- Георг фон Золмс-Браунфелс (* 18 март 1836, Виена; † 3 април 1891, Франкфурт на Майн), 6. княз на Золмс-Браунфелс, женен на 5 август 1878 г. в Кастеламаре ди Стабия за принцеса Емануела Мария Кристина Валентина Галоне (* 19 февруари 1854, Неапол; † 26 март 1936, Неапол)
- Елизабет Фридерика Ернестина Терезия Мария Фердинанда Вилхелмина фон Золмс-Браунфелс (* 12 ноември 1837, Дюселдорф; † 12 февруари 1927, Рим)
- Бернхард фон Золмс-Браунфелс (* 25 юли 1839, дворец Лихтенщайн; † 17 Феб 1867, Виена), офицер
- Албрехт Фридрих Ернст Бернхард Вилхелм фон Золмс-Браунфелс (* 10 февруари 1841, Дюселдорф; † 8 март 1901, Визбаден), женен на 5 септември 1889 г. във Визбаден за Еба фон Лавони ус (* 19 февруари 1850, Хелзинки; † 31 август 1927, Рим)
- Ото фон Золмс-Браунфелс (* 12 септември 1843, Вердорф; † 29 септември 1843)
- Херман Ернст Лудвиг Бернхард Вилхелм фон Золмс-Браунфелс (* 8 октомври 1845, Дюселдорф; † 30 август 1900, дворец Браунфелс), наследствен принц, женен I. на 30 април 1872 г. в Дармщат за принцеса Мария фон Золмс-Браунфелс (* 26 юни 1852, Цинкау; † 23 юли 1882, Кьонигсбрюк, Саксония), дъщеря на Карл фон Золмс-Браунфелс (1812 – 1875), II. на 17 ноември 1887 г. в Гера за принцеса Елизабет Аделхайд Хелена Филипина Ройс (* 27 октомври 1859, Гера; † 23 февруари 1951, дворец Хенген), дъщеря на княз Хайнрих XIV Ройс-Шлайц (1832 – 1913)